# W szale zemsty
W szale zemsty (hangul: 3인칭 복수) – południowokoreański serial telewizyjny, w którym występują Shin Ye-eun i Lomon. Premiera odbyła się na platformie Disney+ 9 listopada 2022.

## Fabuła
Mistrzyni strzelectwa Ok Chan-mi nie wierzy, że jej brat bliźniak popełnił samobójstwo. Kiedy policja zaczyna zamykać sprawę, Chan-mi przenosi się do szkoły swojego brata, aby znaleźć jego zabójcę. Spotyka i wiąże się z Ji Soo-heonem, chłopakiem z wieloma przeciwnościami w życiu, który również szuka sprawiedliwości, ale w bardziej niebezpieczny sposób. Razem dążą do wspólnego celu; zemsty na sprawcach, mimo świadomości ryzyka.

## Obsada

### Pierwszoplanowa
- Shin Ye-eun jako Ok Chan-mi, siostra bliźniaczka Ok Chan-kyu, która przeniosła się do liceum Yong-Tan, aby znaleźć mordercę jej brata, ponieważ nie wierzy, że popełnił samobójstwo[5].
- Lomon jako Ji Soo-heon, uczeń trzeciej klasy liceum Yong-Tan, który cierpi i pilnie potrzebuje pieniędzy. Pomaga zastraszanym uczniom zemścić się na swoich prześladowcach, bijąc ich prześladowców, dzięki temu zarabia pieniądze[6].

### Drugoplanowa

#### Uczniowie liceum Yongtan
- Seo Ji-hoon jako Seok Jae-beom, uczeń klasy 4 w liceum Yong-Tan, który jest synem zamożnej rodziny. Niedawno obudził się z sześciomiesięcznej śpiączki, co spowodowało, że powtarza 4 klasę i stracił wszystkie swoje wspomnienia. Ma zaburzenia osobowości i jest prawdziwym mordercą Ok Chan-Kyu[7].
- Chae Sang-woo jako Gi Oh-sung, potajemnie gej, manipulujący przewodniczący klasy 4 w liceum Yong-Tan, który był przyjacielem Jae-beoma, zanim Jae-Beom stracił wszystkie wspomnienia i próbuje pomóc je mu odzyskać z powrotem. Jest głównym antagonistą serii[7].
- Lee Soo-min jako Kuk Ji-hyun[7].
- Jung Soo-bin jako Tae So-yeon[8].
- Yeon-oh jako Im Seung-woo[9].
- Wooyeon jako Hong Ah-jeong, dziewczyna Park Won-seoka[10].
- Kang Yeol jako Ok Chan-kyu / Park Won-Seok, zmarły brat bliźniak Ok Chan-mi[11].
- Jin Ho-eun jako Sa Jung-Kyung, dokonał napaści seksualnej na Seon-ha, kiedy byli wcześniej w tym samym klubie fotograficznym. W końcu zostaje zabity przez bandytów wynajętych przez rodzinę Jae-beoma, co kończy jego rządy terroru[12].
- Hwang Bo-woon jako Seo Da-yeon[13].
- Ahn Hyun-ho jako Min Seon-ha, ofiara zastraszania, wcześniej była w tym samym klubie fotograficznym co Jung-Kyung, gdzie wykorzystał ją seksualnie[14].
- Moon Ye-jin jako Park Na-rin, przyjaciel Kuk Ji-Hyeon. Jest podatna na wszystkie wydarzenia w szkole i ma czelność nienawidzić swojej przyjaciółki Ji-Hyeon[15].

#### Policjanci
- Kim Joo-ryoung jako Jin So-jeong, detektyw, która była kierownikiem sprawy śmierci Park Won-seoka[16].
- Jang Hyun-sung jako Gi Wang-do, szef komisariatu policji w Yongtan i ojciec Gi Oh-sunga[17].
- Shin Su-ho jako Hyun Jong-kook[18].

#### Inni
- Kim Do-yeon jako Ahn Ji-won[18].
- Seo Hye-rin jako Yang Hye-jeong, matka Kuk Ji-hyeon[18].
- Kang Yi-seok jako Kwon Se-jin[19].
- Yoon Jin-sung jako Shin Yu-kyung, matka Ji Soo-heon[20].

## Produkcja
7 września 2022 roku ogłoszono, że w obsadzie znajdą się Shin Ye-eun i Lomon, których główne role zostały już potwierdzone.